# Шавне
Шавне (фр. Chavenay) насеље је и општина у Француској у региону Париски регион, у департману Ивлен која припада префектури Сен Жермен ан Ле.
По подацима из 2011. године у општини је живело 1892 становника, а густина насељености је износила 290,5 становника/km². Општина се простире на површини од 6,03 km². Налази се на средњој надморској висини од 100 метара (максималној 129 m, а минималној 71 m).

## Демографија
| 1962. | 1968. | 1975. | 1982. | 1990. | 1999. | 2011. |
| ----- | ----- | ----- | ----- | ----- | ----- | ----- |
| 705   | 614   | 1.442 | 1.629 | 1.727 | 1.752 | 1.892 |

График промене броја становника у току последњих година